# Долгое (Хлевенский район)
До́лгое — село Дмитряшевского сельсовета Хлевенского района Липецкой области.

## Инфраструктура
Улица — Райская.

## Население
| 2009 | 2010 |
| ---- | ---- |
| 7    | ↗9   |